# Loujaya Kouza
Loujaya Kouza, née vers 1966 à Lae, est une chanteuse et femme politique papou-néo-guinéenne.

## Biographie
Après des études à l'université de Papouasie-Nouvelle-Guinée, elle est autrice et chanteuse d'une série d'albums de musique chrétienne gospel dans les années 1980, et en 1991 elle écrit et chante une chanson pour une cérémonie des Jeux du Pacifique sud qui se tiennent à Port-Moresby,. Elle reprend des études de 2010 à 2012 à l'université de technologie de Papouasie-Nouvelle-Guinée à Lae, puis y devient enseignante à temps partielle,. Elle est également un temps présentatrice d'actualités à la radio.
Candidate malheureuse aux élections législatives de 2007, elle est élue députée de Lae au Parlement national aux élections de 2012, avec l'étiquette du Parti des peuples autochtones et avec son nom de femme mariée, Loujaya Toni ; dans sa circonscription, elle bat le député sortant, son grand-père Bart Philemon,,. Elle rejoint après son élection le parti Congrès national populaire, et est nommée ministre du Développement des communautés dans le gouvernement de Peter O'Neill de 2012 à 2014. Elle est conjointement nommée ministre de la Jeunesse et ministre de la Religion, et appelle à ce que le pays affirme son identité chrétienne en matière de politique étrangère ; elle souhaite notamment que les accords commerciaux avec les États étrangers incluent l'interdiction d'une venue de religions étrangères en Papouasie-Nouvelle-Guinée. 
En 2013, elle obtient par décision de justice une séparation de son mari violent. Elle reprend cette même année le nom de Loujaya Kouza, puis obtient son divorce,. En 2013 également, elle soutient publiquement la décision très critiquée du président du Parlement, Theo Zurenuoc, de détruire des gravures représentant les différentes cultures autochtones du pays et qui décorent le Parlement. Theo Zurenuoc agit ainsi par fondamentalisme chrétien, et Loujaya Kouza explique avoir rencontré un groupe chrétien étranger qui lui a expliqué que ces destructions seraient nécessaires pour permettre la prospérité du pays. Elle affirme avoir transmis ce conseil au président du Parlement, et avoir obtenu l'accord du gouvernement pour ces destructions, ce que le Premier ministre Peter O'Neill dément alors publiquement.
Elle démissionne de son poste de ministre en 2014 pour présider la commission de la cité de Lae. Ayant par la suite critiqué le gouvernement, elle est exclue en novembre 2015 du parti Congrès national populaire. Elle rejoint alors les bancs de l'opposition parlementaire et le Parti du triomphe, du patrimoine et de l'empouvoirement. Elle est battue dans sa circonscription aux élections de 2017.